# Wiederstedt
Wiederstedt este o comună din landul Saxonia-Anhalt, Germania.